# Karl Gareis
Pour les articles homonymes, voir Gareis.
Karl Gareis, né le 14 novembre 1889 à Ratisbonne – mort le 9 juin 1921 à Munich, est un homme politique allemand membre du Parti social-démocrate. Il fut assassiné par l’Organisation Consul.